# Zastava Kokosovih otoka
Zastava Kokosovih otoka je dizajnirana 2003., te je službeno usvojena 6. travnja 2004. Zastava je zelene boje, na lijevoj strani nalazi se žuti disk s palminim drvetom, a s desne žuti polumjesec i pet zvijezda koje predstvaljaju zviježđe južnog križa, kao i na zastavi Australije.